# Рыцарь царственного свода Еноха
Рыцарь царственного свода Еноха — 13° в Древнем и принятом шотландском уставе. Это предпоследний градус в системе градусов ложи совершенствования. Посвящение в него обязательно перед посвящение в 14°. 13° является ключевым для понимания 14° и его значения.

## История
Изначально степень рыцарь царственного свода Еноха была в Уставе Королевской тайны. В этом уставе она также была 13°. В 1783 году в Чарльстоне, США, была проведена реформа Устава Королевской тайны, в ходе которой С. Майерс и С. Форст к 25-градусной системе Устава Королевской тайны добавили ещё 8 градусов, после чего 13° переместился в новый устав, но не претерпел никаких изменений, сохранив название.

## Легенда градуса
Этот градус — вершина т. н. «непроизносимых градусов»; краеугольный камень арки, под которым скрывается соль учения ложи совершенствования.

## Урок градуса
Этот градус учит тому, что трудности и опасности, как бы велики они ни были, не должны мешать истинному и верному брату продвигаться вперёд и вперёд, к совершенству. Он учит также той великой истине, что сладостнейшие блага в жизни являются только результатом непрекращающихся и зачастую болезненных усилий.